# Nothoscordum catharinense
Nothoscordum catharinense är en amaryllisväxtart som beskrevs av Pierfelice Ravenna. Nothoscordum catharinense ingår i släktet vaniljlökar, och familjen amaryllisväxter. Inga underarter finns listade i Catalogue of Life.